# Wladimir Fjodorowitsch Malosemlin
Wladimir Fjodorowitsch Malosemlin (russisch Владимир Фёдорович Малоземлин, engl. Transkription Vladimir Malozemlin; * 26. Januar 1956 in Nowokuibyschewsk) ist ein ehemaliger russischer Mittelstreckenläufer, der für die Sowjetunion startete.
Bei den Leichtathletik-Europameisterschaften 1978 in Prag schied er über 800 m im Vorlauf aus.
1980 wurde er über 1500 m Siebter bei den Leichtathletik-Halleneuropameisterschaften in Sindelfingen und erreichte bei den Olympischen Spielen in Moskau das Halbfinale.
1980 und 1982 wurde er Sowjetischer Hallenmeister über 1500 m.

## Persönliche Bestzeiten
- 800 m: 1:46,5 min, 20. Juli 1978, Vilnius
- 1000 m: 2:16,0 min, 20. Juni 1981, Kiew
- 1500 m: 3:35,4 min, 23. Mai 1980, Sotschi
  - Halle: 3:40,7 min, 1. März 1980, Sindelfingen